# River information services
River Information Services (RIS) of ook wel Rivier Informatie Diensten genaamd, is een pakket van geharmoniseerde informatiediensten om het verkeer en transport in het binnenland te ondersteunen. Het wordt vooral gebruikt in de binnenvaart om een snelle elektronische data-overdracht te creëren tussen water en land. Het toepassingsgebied is zeer ruim, zowel op gebied van verkeer- als vervoersprocessen vormt RIS dus een platform door middel van de veiligheid en efficiëntie te  verhogen.
Al op 30 september 2005 is de RIS directive gepubliceerd. In de daarop volgende jaren zijn steeds meer RIS standaarden aangenomen door de Centrale Commissie voor de Rijnvaart, zoals de standaard voor elektronische navigatiekaarten (Inland ECDIS) en een standaard voor de uitwisseling van scheepvaartberichten en -meldingen (Notices to Skippers en Electronic Reporting).
Globaal beslaat RIS dus cartografie en berichten-uitwisselingen naar en van schepen. De CCR heeft in het kader van RIS voorgeschreven, dat op termijn alle belangrijke vaarwegen in Europa gedekt moeten zijn door aan de Inland ECDIS standaard voldoende navigatiekaarten (ENC's). Nog dit jaar geldt die verplichting in ieder geval voor de CEMT klasse IV en V vaarwegen. Helaas is deze kaartdekking nog lang niet overal op orde.

## Gebruik
River Information Services richt zich vooral op het vervoer over de binnenwateren, alsook de havens. De zeevaart en de recreatievaart spelen uiteraard ook een belangrijke rol. Zo worden de toepassingen van RIS voor al deze partijen toegankelijk.
Aangezien het ICT gebruik zich aan land verder ontwikkelde, was er dus dringend nood aan zo een systeem op het water met name voor scheepvaart. Het is in 1998 dat de Europese Unie dan begonnen is met het ontwikkelen van een platform dat nu nog steeds een grotere rol begint te spelen in deze sector. De belangrijkste landen op dit moment die gebruikmaken van River Information Services zijn Oostenrijk, Duitsland, en Nederland. Toch is dit een Europese Unie aangelegenheid en zou het bereik niet beperkt mogen worden binnen deze grenzen.

## Toepassingen
Er is heel veel informatie over de vaarwegen bij de diverse overheden en vaarwegbeheerders, maar de toegankelijkheid van deze informatie was (en is voor een deel nog altijd) bedroevend. Hier kan RIS een oplossing bieden, mits de overheden en beheerders zich houden aan de door de E.U. opgelegde informatieplicht. In principe moet het zo zijn, dat een centrale server of een centraal loket alle overheidsinformatie beschikbaar stelt over vaarwegen, waterstanden, cascodata, het weer, scheepsbewegingen en dergelijke. Die informatie moet dan, al dan niet gefilterd en geselecteerd door ICT toepassingen, direct bruikbaar zijn voor de vaarweggebruikers. 
Uiteraard zijn er bedrijven die zich bezighouden met toepassingen te maken op dit platform. De huidige toepassingen zijn onder andere:
- Inland ECDIS cartografie; kaartviewers en navigatiesystemen kunnen toegang verlenen tot de gestandaardiseerde elektronische navigatiekaarten van overheden en beheerders;
- Berichten aan de scheepvaart; door de voor de scheepvaart belangrijke berichtgeving qua formaat en inhour te standaardiseren, wordt de informatie die daarin besloten ligt gemakkelijker toegankelijk (b.v. omdat een reisplan-toepassing direct kan uitselecteren, welke berichten voor een bepaalde reis of voor een bepaald schip relevantie hebben);
- Real-time waterstanden: Deze worden dan geïmplementeerd in het navigatiesysteem van het schip zodat zij eenvoudig af te lezen zijn, zelfs door de computer.
- Informatie- & Volgsysteem Scheepvaart (IVS): Systeem dat schepen herkent aan de hand van (ENI) Europanummer
- De weersverwachtingen of condities op een bepaalde plaats;
- De positie van schepen aan de hand van hun AIS (automatic Identification System) signaal.
- Calamiteit bestrijding voor incidenten op en langs de waterwegen op basis van elektronische informatie op basis van RIS

## Besluit
RIS is een systeem in ontwikkeling. Er komen dus nog steeds nieuwe toepassingen bij.